# Kai van Westering
Kai van Westering, född 11 oktober 2003, är en nederländsk simmare.

## Karriär
Vid VM i Doha i februari 2024 var van Westering en del av Nederländernas kapplag som tog silver och noterade ett nytt nationsrekord på 4×100 meter medley.